# 宮川智之助佐衛門
宮川智之助佐衛門（みやがわのともゆきすけざえもん）とは伊豆国賀茂郡（静岡県松崎町）を本拠とした江戸幕府の世襲代官である。智之助佐衛門とは宮川家の代々の当主の通称である。

## 系譜
宮川家は中世以来の名家であり、始祖が清和源氏源経生の孫であることがわかっている。初め佐野氏を名乗った。伊豆には平安中期に移住し、佐野吉永が源頼朝の挙兵を助けた功で宮川荘を安堵されたことにより、領域支配が確定した。その後鎌倉幕府・後北条氏など、その時代の支配者に仕えた。宮川家と改めたのは室町時代後期とする説が有力である。
天正18年（1590年）、豊臣秀吉による小田原征伐の際には、宮川家24代勝永は寝返って徳川家康に従い、代官に任ぜられ、明治維新まで民政に当たった。

## 著名な「宮川智之助佐衛門」
上記の通り、宮川家は平安時代以来明治維新にいたるまで35代続いた家であり、代々が智之助佐衛門を名乗った。このうち、歴史上特に著名な人物を列挙する。
宮川智義30代当主。智良の子。一般には宮川智之助佐衛門といえば彼を指すことが多い。蘭学の導入に尽力し、民政の整備に実績を挙げる。
宮川智常32代当主、1831-1855。智政の次男。農兵隊の育成、編成などを行うが若くして病死。
宮川智行33代当主、1855-1924。智常の三男。明治維新のときの当主。岩倉使節団に随行、留学。その後は地域教育に尽くし、本の執筆などを行う。

## 交流
伊豆国田方郡の江川太郎左衛門との交流があったことで知られている。
民政に関しても、彼を参考にしていたことが多いようである。